# Milà-Sanremo 1924
La Milà-Sanremo 1924 fou la 17a edició de la Milà-Sanremo. La cursa es disputà el 25 de març de 1923, sent el vencedor final l'italià Pietro Linari, que s'imposà a l'esprint a Gaetano Belloni i Costante Girardengo.
93 ciclistes hi van prendre part, acabant la cursa 43 d'ells.

## Classificació final
|    | Ciclista            | Equip           | Temps       |
| -- | ------------------- | --------------- | ----------- |
| 1  | Pietro Linari       | Legnano-Pirelli | 10h 50' 00" |
| 2  | Gaetano Belloni     | Legnano-Pirelli | m. t.       |
| 3  | Costante Girardengo | Maino           | m. t.       |
| 4  | Pietro Bestetti     | Maino           | m. t.       |
| 5  | Ottavio Bottecchia  | Automoto        | m. t.       |
| 6  | Nello Ciaccheri     | Bianchi         | m. t.       |
| 7  | Nicolas Frantz      | Alcyon-Dunlop   | m. t.       |
| 8  | Federico Gay        | Alcyon-Dunlop   | m. t.       |
| 9  | Félix Sellier       | Alcyon-Dunlop   | m. t.       |
| 10 | Bartolomeo Aimo     | Legnano-Pirelli | m. t.       |